# Summer Magic
Summer Magic (bra: Doce Verão dos Meus Sonhos) é um filme estadunidense de 1963, dos gêneros comédia romântica, dirigido por James Neilson para os estúdios Disney, com roteiro de Sally Benson baseado no romance infantil Mother Carey's Chickens, de Kate Douglas Wiggins.

## Sinopse
Viúva, e seus três filhos, instalam-se em residência no Maine, persuadidos pelo caseiro, que afirma não ter quem os incomodará.

## Elenco
- Hayley Mills... Nancy Carey
- Burl Ives... Osh Popham
- Dorothy McGuire... Margaret Carey
- Deborah Walley... Julia Carey
- Una Merkel... Mariah Popham
- Eddie Hodges... Gilly Carey
- Michael J. Pollard... Digby Popham
- Peter Brown... Tom Hamilton
- James Stacy... Charles Bryant
- Jimmy Mathers... Peter Carey
- O.Z. Whitehead... Mr. Perkins
- Wendy Turner... Lallie Joy Popham
- Harry Holcombe... Henry Lord
- Hilda Plowright... Mary
- Marcy McGuire... Ellen